# Шауфлинг
Шауфлинг (њем. Schaufling) општина је у њемачкој савезној држави Баварска. Једно је од 26 општинских средишта округа Дегендорф. Према процјени из 2010. у општини је живјело 1.514 становника. Посједује регионалну шифру (AGS) 9271148.

## Географски и демографски подаци
Шауфлинг се налази у савезној држави Баварска у округу Дегендорф. Општина се налази на надморској висини од 443 метра. Површина општине износи 25,4 km². У самом мјесту је, према процјени из 2010. године, живјело 1.514 становника. Просјечна густина становништва износи 60 становника/km².